# Dornier Do 12
Le Dornier Libelle III, également désigné Do 12, était un hydravion allemand, en métal, monoplan, monomoteur, à hélice propulsive. 

## Histoire
Bien que portant le même nom que ses prédécesseurs Libelle et Libelle II (Do A) construits dix ans auparavant, le Do 12 est un avion de conception différente.
Le Do 12 est un monoplan à aile haute, surmontée d’un moteur à hélice bipale propulsive. Il est doté à l’origine du moteur Argus As 10 de 220 ch qui ne s’avère pas assez puissant et impose des distances de décollage trop longues. Il est alors remplacé par un moteur Gnome-Rhône Titan 5Ke de  317 ch qui demande cependant un long temps d’adaptation.
La cellule de l’avion est constituée d’une soute à l’avant dans le nez qui contient l’ancre, d’un poste de pilotage à cockpit ouvert avec deux sièges et d’une cabine pouvant accueillir deux passagers. Entre le cockpit et la cabine se logeaient les roues du train rétractable, nouveauté chez Dornier, qui était actionné grâce à une manivelle.
Le seul exemplaire construit est vendu en 1935 à la Missions-Verkehrs-Arbeitsgemeinschaft et est utilisé par le père Paul Schulte sous l'immatriculation D-INEZ.